# Scatella bicolor
Scatella bicolor är en tvåvingeart som beskrevs av Wayne N. Mathis och Wirth 1981. Scatella bicolor ingår i släktet Scatella och familjen vattenflugor. Inga underarter finns listade i Catalogue of Life.